# Maculonaclia truncata
Maculonaclia truncata is een vlinder uit de familie spinneruilen (Erebidae), onderfamilie beervlinders (Arctiinae). De wetenschappelijke naam van de soort is voor het eerst geldig gepubliceerd in 1964 door Griveaud.
Deze nachtvlinder komt voor in tropisch Afrika.